# USS Greeneville (SSN-772)
Le USS Greeneville (SSN-772) est un sous-marin nucléaire d'attaque américain de classe Los Angeles nommé d'après Greeneville dans le Tennessee. Construit au chantier naval Northrop Grumman de Newport News, il a été commissionné le 16 février 1996 et est toujours actuellement en service dans l’United States Navy.

## Histoire du service
Le 9 février 2001, l'USS Greeneville heurte le chalutier-école japonais Ehime Maru au large d’Oahu au cours d'une manœuvre de remontée d’urgence. Neuf membres d’équipage du navire japonais sont morts. Le Conseil National de la Sécurité des Transports (National Transportation Safety Board) américain conclut que la collision a été provoquée par une communication inadéquate entre les officiers supérieurs de l'USS Greeneville.